# Friedrich Chlubna

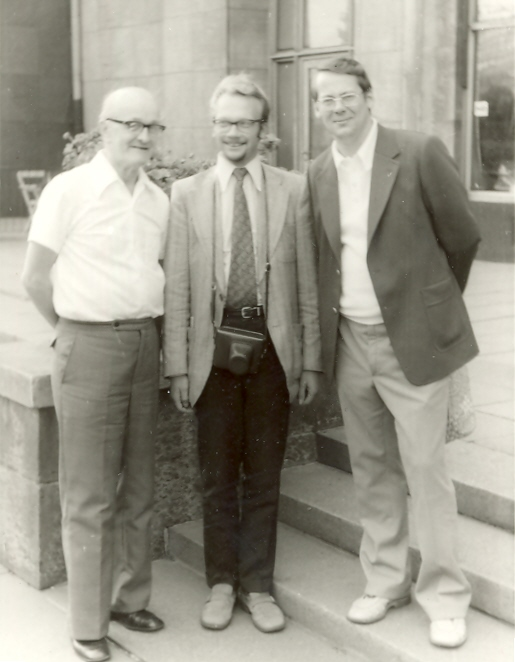
Wolfgang Weber, Friedrich Chlubna, Manfred Zucker in Dresden

Friedrich Chlubna (* 15. April 1946 in Mattighofen; † 6. Januar 2005 in Wien) war ein österreichischer Komponist im Schach.

## Schachkomposition
Bereits mit 13 Jahren begann Chlubna Schachaufgaben zu komponieren. Angeleitet wurde er zunächst von seinem Vater, später noch von dem österreichischen Komponisten Josef Halumbirek. Insgesamt brachte er es auf etwa 530 Aufgaben aus den Bereichen orthodoxe Mehrzüger, Hilfs- und Selbstmatt sowie Märchenschach. In den FIDE-Alben kam er auf 58,5 Punkte, d. h., Chlubna war seit 1979 Internationaler Meister der FIDE für Schachkompositionen.
Bereits 1971 hatte ihm die FIDE den Titel Internationaler Preisrichter für Schachkomposition verliehen. 1980 wurde er Redakteur der Rubrik „Problemschach“ der österreichischen Zeitschrift Schach-Aktiv. Von 1983 bis 1986 führte er auch den Problemteil der Deutschen Schachblätter.
1994 erschienen seine Bücher Versunkene Schätze (ISBN 3-9500310-6-5), Dreiklang und Schach für Nußknacker – Eine Einführung in die Welt des Schachproblems (ISBN 3-9500310-0-6). Eine weitere, wichtige Publikation stellt das Buch „Das Matt des weißen Königs“ dar, worin Chlubna ins Selbstmatt-Genre einführt.
Nachdem er in Turku 1995 John Roycroft kennengelernt hatte, publizierte Chlubna für diesen unter anderem 1998 Deceptive Simplicity, in das er in jede Ausgabe individuell Kopien von Fotografien Mitrofanows einfügte. Das Buch wird heute als Rarität betrachtet.
|   | a | b | c | d | e | f | g | h |   |
| 8 |   |   |   |   |   |   |   |   | 8 |
| 7 |   |   |   |   |   |   |   |   | 7 |
| 6 |   |   |   |   |   |   |   |   | 6 |
| 5 |   |   |   |   |   |   |   |   | 5 |
| 4 |   |   |   |   |   |   |   |   | 4 |
| 3 |   |   |   |   |   |   |   |   | 3 |
| 2 |   |   |   |   |   |   |   |   | 2 |
| 1 |   |   |   |   |   |   |   |   | 1 |
|   | a | b | c | d | e | f | g | h |   |

Lösung:

1. Df8! (droht 2. Dxb4+ Txb4 3. c3 matt)

1. … Txe5 2. Dc5+ Txc5 3. e5 matt

1. … Lxe5 2. Dd6+ Lxd6 3. e5 matt (2. … Td5 3. Dxd5 matt)

1. … Dxe5 2. Dg7 Dxg7 3. e5 matt (2. … Td5 3. exd5 matt)

## Privates und Berufliches
Nach Abschluss der Mittelschule und Studium an der Handelsakademie wurde er kaufmännischer Angestellter in einem Elektrounternehmen. 1980 wechselte er in den Musikhandel. 1992 machte er sich selbstständig und schrieb anerkannte Kritiken über CDs mit klassischer Musik in Musikkatalogen.
Chlubna lebte als Junggeselle zurückgezogen zusammen mit seiner Mutter in Wien. 2005 starb er nach langer Krankheit an den Folgen eines Tumors. Er wurde am Meidlinger Friedhof bestattet.

## Weitere herausgegebene Bücher
- Chlubna, Friedrich; Wenda, Klaus: Problempalette., Wiener Schachverlag, Wien, 1970
- Chlubna, Friedrich; Wenda, Klaus: Problempalette II., Dr. K. Wenda Eigenverlag, Wien, 1991, ISBN 3-9500057-0-6
- Hildebrand, Alexander; Chlubna, Friedrich: Paul Keres der Komponist., Friedrich Chlubna, Wien, 1999
- Hoch, Yehuda et al.: Endgame virtuosity. A selection of 222 Israeli chess studie., Friedrich Chlubna, Wien, 1996, ISBN 3-9500310-4-9